# Margasari (Pulo Ampel)
Margasari is een bestuurslaag in het regentschap Serang van de provincie Banten, Indonesië. Margasari telt 3358 inwoners (volkstelling 2010).